# Diocèse de San Severo
Le diocèse de San Severo (en latin : Diœcesis Sancti Severi ; en italien : Diocesi di  San Severo) est un diocèse de l'Église catholique en Italie, suffragant de l'archidiocèse de Foggia-Bovino et appartenant à la région ecclésiastique des Pouilles.

## Territoire
Le diocèse est situé dans une partie de la province de Foggia, les autres parties de cette province étant partagées par les diocèses de Cerignola-Ascoli Satriano, de Manfredonia-Vieste-San Giovanni Rotondo, de Lucera-Troia et de l'archidiocèse de Foggia-Bovino ainsi que par une petite partie du diocèse d'Ariano Irpino-Lacedonia. Son territoire couvre une superficie de 1 270 km2 divisé en 34 paroisses regroupées en 3 archidiaconés. Le siège épiscopal se trouve à San Severo avec la cathédrale de l'Assomption.

## Histoire
Le diocèse de San Severo est issu du diocèse médiéval de Civitate, dont le siège est transféré de San Paolo di Civitate à San Severo en 1580.

### Diocèse de Civitate
À la suite de la reconquête byzantine de la région de la Capitanata, le catépan Basile Boioannes (it) construit vers 1018 une ligne fortifiée destinée à soutenir les défenses nord des possessions byzantines dans les Pouilles. Cette ligne comprend les villes de Troia, Dragonara, Civitate et Castel Fiorentino, chacune ayant également un siège épiscopal. 
Le diocèse de Civitate est répertorié parmi les diocèses suffragants de l'archidiocèse de Bénévent dans une bulle du pape Étienne IX de janvier 1058. Le premier évêque documenté est Amalger, déjà attesté par un décret de 1057. En juin 1061, il participe au synode organisé par le métropolite Ulderic de Bénévent, et destinataire en 1065 d'une bulle du pape Alexandre II. Son successeur probable est Rogerio, qui prend part au synode du Latran de 1068 et participe à la consécration de la basilique du Mont-Cassin en 1071. Au XIe siècle, on connaît l'évêque Landolf, qui est parmi les participants du troisième concile de Melfi (it) (1089).
Au début du XVe siècle, le diocèse entre en crise. De 1412 à 1439, son gouvernement est confié à des administrateurs apostoliques jusqu'à ce que le pape Eugène IV décide d'unir le diocèse de Civitate à celui de Lucera. L'union dure jusqu'en 1471, date à laquelle Civitate redevient autonome. Une bulle du pape Calixte III de 1445 mentionne un évêque de San Severo. Parmi les évêques de Civitate, on peut citer Luca Gaurico (1545-1550) , astrologue réputé, et le cardinal Francesco Alciati, qui est également le dernier évêque.

### Diocèse de San Severo
Le 21 février 1580, le pape Grégoire XIII transfère le siège du diocèse de Civitate à San Severo par la bulle Pro excellenti. Son territoire incorpore celui de l'abbaye territoriale nullius de San Pietro Terrae Maioris et probablement aussi celui du diocèse de Dragonara (it) dont on ne dispose plus d'informations après 1554. Comme nouvelle cathédrale, le pontife choisit l'église paroissiale de Santa Maria qui, parmi les quatre paroisses existantes (San Severino, San Nicola, Santa Maria et San Giovanni) est la troisième par la fondation et le prestige, mais la première pour la richesse de ses biens.
Le premier évêque est le jésuite Martin de Martinis, qui décède un an à peine après son élection. Deux évêques, Germanico Malaspina (sv) et Fabrizio Verallo, sont cardinaux à durante munere (c'est-à-dire tant qu'ils sont titulaires du poste). Malaspina est également nonce apostolique en Autriche (en) de 1584 à 1586, puis en Pologne et meurt à Cracovie sans avoir encore reçu la barrette (il était cardinal à pectore) ; Fabrizio Verallo , cardinal du titre cardinalice de Saint-Augustin depuis 1608, est nonce apostolique en Suisse. La célébration du premier synode diocésain en 1598 est également due à Germanico Malaspina.
Adéodat Summantico, religieux augustin, établit en 1718 un mont frumentaire (it) pour aider les paysans, tandis que Bartolomeo Mollo (1739-1761) accorde une attention particulière à la cathédrale, qui est considérablement agrandie et entièrement rénovée, s'enrichissant d'importantes œuvres d'art. Giulio de Tomasi (1832-1843) préconise également une restauration profonde de la cathédrale, mais fait surtout don au séminaire de sa riche bibliothèque personnelle et donne la plupart de ses biens en héritage aux pauvres du diocèse. Rocco de Gregorio (1843-1858) fonde un mont-de-piété pour soutenir les indigents, tandis qu'Antonio La Scala (1859-1889) souhaite que la cathédrale soit remplie de magnifiques paramentiques et ornée d'une nouvelle façade ; il fait de mémorables œuvres de charité, laissant finalement ses biens au séminaire et aux pauvres. Le XXe siècle voit, entre autres, la ferveur de Bonaventura Gargiulo, un capucin très érudit (1895-1904), et l’action pastorale énergique d’Oronzo Durante (1922-1941), qui célèbre le couronnement de la statue de Notre Dame du Secours en 1937 et le premier congrès eucharistique diocésain en 1938.
À l'origine, le diocèse est constitué de la ville de San Severo et des municipalités de Torremaggiore et de San Paolo di Civitate. En 1916, on inclut le territoire diocésain de Lesina et de Poggio Imperiale, qui constituait jadis l'ancien diocèse de Lesina (it), incorporé plus tard dans l'archidiocèse de Bénévent. En 1970, les diocèses de Lucera et de San Severo sont unis in persona episcopi. En 1972, on agrège les municipalités de Serracapriola et de Chieuti qui faisait partie du diocèse de Larino. Le 30 avril 1979, après neuf siècles, le diocèse est soustrait de la province ecclésiastique de Bénévent et devient une partie du nouveau siège métropolitain de l'archidiocèse de Foggia. En 1986, l'union in persona episcopi de Lucera avec San Severo s'achève et le diocèse retrouve sa pleine autonomie avec un évêque résidant sur place. En 1994, la commune de San Marco in Lamis qui appartient au diocèse, y compris le sanctuaire de Santa Maria di Stignano (it), est cédée à l'archidiocèse de Foggia-Bovino.
En 1996, le diocèse entreprend une expérience missionnaire à Wansokou, au Bénin, dans un contexte de première évangélisation. Dans la paroisse Sainte Thérèse de l'Enfant Jésus du diocèse de Natitingou (dont une vingtaine de villages), des prêtres diocésains sont envoyés comme missionnaires fidei donum pour le service pastoral. Il existe avec les prêtres, une petite communauté de religieuses. Le 15 octobre 2005, la nouvelle église paroissiale est inaugurée. En décembre 2011, après avoir confié la paroisse de Wansokou au clergé local, les missionnaires du diocèse de San Severo s'installent dans la paroisse Notre Dame de l'Assomption à Cotiakou (près de Tanguiéta), où ils commencent une nouvelle expérience de coopération missionnaire.

## Sources
- http://www.catholic-hierarchy.org